# Bawtry
Cet article possède un paronyme, voir Bawtree.
Bawtry est une ville de marché et une paroisse civile du Yorkshire du Sud, en Angleterre.